# Alexander Forbes
Alexander Forbes Irvine Forbes (Kinellar, Aberdeenshire, 13 april 1871 – Kaapstad, 15 mei 1959) was een Zuid-Afrikaans astronoom.
Hij is geboren in Schotland en ging in 1896 naar Zuid-Afrika. Hij ging naar Schotland terug om architectuur en kunst te studeren maar emigreerde daarna definitief naar Zuid-Afrika in 1909. Hij werkte als architect tot 1932.
Forbes was voorzitter van de "Astronomical Society of South Africa" van 1942 tot 1943.
Hij ontdekte de komeet 37P/Forbes en was mede-ontdekker van meerdere andere kometen zoals de komeet van Pons-Coggia-Winnecke-Forbes, tegenwoordig bekend als 27P/Crommelin.